# Fígols i Alinyà
Fígols i Alinyà (em catalão e oficialmente) ou Fígols y Aliñá (em castelhano) é um município da Espanha na comarca de Alto Urgel, província de Lérida, comunidade autónoma da Catalunha. Tem 101,8 km² de área e em 2021 tinha 260 habitantes (densidade: 2,6 hab./km²).

## Demografia
| Variação demográfica do município entre 1991 e 2004 [carece de fontes?] | Variação demográfica do município entre 1991 e 2004 [carece de fontes?] | Variação demográfica do município entre 1991 e 2004 [carece de fontes?] | Variação demográfica do município entre 1991 e 2004 [carece de fontes?] |
| ----------------------------------------------------------------------- | ----------------------------------------------------------------------- | ----------------------------------------------------------------------- | ----------------------------------------------------------------------- |
| 1991                                                                    | 1996                                                                    | 2001                                                                    | 2004                                                                    |
| 347                                                                     | 306                                                                     | 267                                                                     | 271                                                                     |